# Henryk Loewenherz
Henryk Loewenherz, także Löwenherz (ur. 7 lub 9 marca 1871 we Lwowie, zm. 9 lipca 1936 w Budapeszcie) – polski adwokat, polityk, poseł i senator RP.

## Życiorys

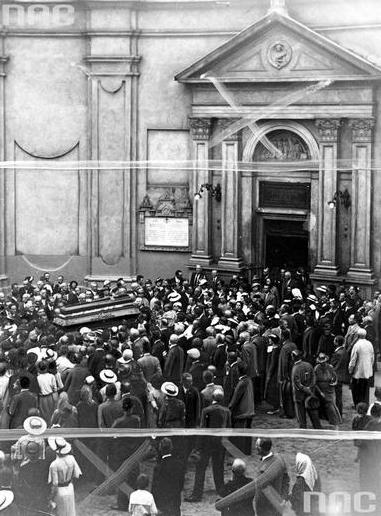
Pogrzeb Henryka Loewenherza

Pochodził z rodziny żydowskiej. Syn Dawida, który był bankierem. Absolwent Gimnazjum im. Franciszka Józefa we Lwowie. Od 1889 do 1890 studiował na Wydziale Prawa i Umiejętności Politycznych Uniwersytetu Lwowskiego (usunięty w związku z radykalnymi poglądami), po czym został absolwentem studiów prawniczych i filozoficznych na Uniwersytecie w Zurychu i Wiedniu, uzyskując tytuł doktora praw. W 1900 był autorem broszury pt. Równe prawa dla wszystkich. W styczniu 1892 brał udział w zjeździe założycielskim Galicyjskiej Partii Socjalno-Demokratycznej (od 1897 Polska Partia Socjalno-Demokratyczna Galicji i Śląska Cieszyńskiego). Od 1895 w Szwajcarii był członkiem sekcji Związku Zagraniczny Socjalistów Polskich. Był wiceprezesem Towarzystwa Rygoryzantów. Po studiach odbył aplikację adwokacką i od 1905 prowadził kancelarię adwokacką we Lwowie.
Podczas I wojny światowej działał na rzecz Legionów Polskich. Był łącznikiem Naczelnego Komitetu Narodowego z działaczami we Lwowie. Od 1 lipca 1918 był współtwórcą i członkiem Rady Naczelnej Obrony Lwowa. Po odzyskaniu przez Polskę niepodległości w listopadzie 1918 był delegatem PPSD do Polskiego Komitetu Narodowego Obrony Lwowa i członkiem prezydium. Został członkiem powołanego 23 listopada 1918 Tymczasowego Komitetu Rządzącego we Lwowie, w ramach którego został szefem sekcji sprawiedliwości, odpowiedzialnego za organizowanie działu ustawodawczego i sądowego. W tej funkcji odbierał przysięgi sędziów, wydających wyroki w imieniu Rzeczypospolitej. Na przełomie i 1918/19 był jego delegatem do Tymczasowej Komisji Likwidacyjnej w Krakowie. W 1919 był delegatem Ministerstwa Spraw Zagranicznych oraz posłów wschodniogalicyjskich do Sejmu Ustawodawczego na konferencję pokojową w Paryżu. Od 1919 do 1928 był członkiem PPS. Od 1919 do 1927 był radnym Lwowa. W marcu 1921 został wybrany członkiem wydziału Związku Adwokatów Polskich we Lwowie. Pełnił funkcję wiceprezesa Lwowskiej Izby Adwokackiej. W 1924 został członkiem tzw. „Komisji Czterech”, powołanej przez rząd Władysława Grabskiego celem opracowania projekt założeń polityki narodowościowej. W 1926 został członkiem komisji rzeczoznawców przy Sekcji Komitetu Politycznego Rady Ministrów dla Spraw Mniejszości i Województw Wschodnich.
Był współzałożycielem i prezesem Towarzystwa Przyjaciół Ligi Narodów, członkiem zarządu Federacji Polskich Stowarzyszeń Przyjaciół Ligi Narodów, prezesem lwowskiego Stowarzyszenia dla Ligi Narodów, członkiem rady nadzorczej Targów Wschodnich. W 1928 został współzałożycielem i wiceprezesem Instytutu Badań Spraw Narodowościowych w Warszawie. Po zamachu majowym z 1926 został zwolennikiem Józefa Piłsudskiego.
Należał do piłsudczykowskiego BBWR. W partii został prezesem grupy regionalnej województw południowo-wschodnich II RP. Sprawował funkcję wiceprezesa BBWR dla trzech województw południowo-wschodnich. Z ramienia tej partii został wybrany z listy państwowej nr 1 posłem na Sejm RP II kadencji (1928–1930), należąc wówczas do Komisji Spraw Zagranicznych. Był wiceprzewodniczącym klubu posłów i senatorów BBWR. Następnie z listy BBWR nr 1 w województwie lwowskim został wybrany senatorem Senatu III kadencji (1930–1935). W Senacie był członkiem Komisji Konstytucyjnej, Komisji Prawniczej, Komisji Spraw Zagranicznych oraz był zastępcą przewodniczącego Sądu Klubowego BBWR. Był przewodniczącym zespołu posłów i senatorów z Małopolski Wschodniej. Brał udział w pracach nad konstytucją kwietniową. W 1934 wybrany do Komisji Wykonawczej Międzynarodowej Konferencji Unii Międzyparlamentarnej, w ramach której został przewodniczącym grupy polskiej. Po upływie kadencji Senatu w 1935, został wybrany wiceprezesem Unii Międzyparlamentarnej. Wielokrotnie brał udział w jej kongresach. W trakcie jednej z takich konferencji, zmarł 9 lipca 1936 w Budapeszcie. Na krótko przed zgonem otrzymał mianowanie na rejenta w Drohobyczu.
Jego pogrzeb odbył się we lwowskim kościele ewangelickim i miał charakter chrześcijański, mimo że Henryk Loewenherz nie zmienił wyznania. Został pochowany na Cmentarzu Łyczakowskim we Lwowie.
Był dwukrotnie żonaty. Z pierwszą żoną miał córkę Bożenę, która także została prawnikiem. Jego drugą żoną została Zofia z domu Habdank-Koporska.

## Ordery i odznaczenia
- Krzyż Komandorski Orderu Odrodzenia Polski (3 października 1935)[10]
- Krzyż Oficerski Orderu Odrodzenia Polski (dwukrotnie: 2 maja 1922[11][12], 2 maja 1923[13])
- Medal Niepodległości (29 grudnia 1933)[14]
- Krzyż Obrony Lwowa
- Odznaka Honorowa „Orlęta”